# Kirovski (kraï du Primorié)
Kirovski (en russe : Ки́ровский), jusqu'en 1939 Ouspenka  (en russe : Успенка), est une commune urbaine et centre administratif du raïon de Kirovski dans le kraï du Primorié, en Extrême-Orient russe. Sa population s'élevait à 7 806 habitants en 2023.

## Géographie
La commune urbaine de Kirovski se trouve dans le kraï du Primorié, kraï du sud de l'Extrême-Orient en Russie asiatique. Faisant partie du district fédéral extrême-oriental, il se trouve à 250 km au nord-est de Vladivostok, la capitale du district et du kraï. Il fait partie du raïon de Kirovski, dans le centre-est du kraï, et il en est le chef-lieu.
Concernant la géographie, Kirovski se trouve au Primorié, une région géographique allant de la rive sud de l'Amour au golfe de Pierre-le-Grand (région faisant partie par ailleurs partie de la Mandchourie-Extérieure, russe depuis 1860). Kirovski, comme toute le kraï, est situé dans le fuseau horaire MSK+7 (heure de Vladivostok). Le décalage horaire appliqué par rapport au temps universel coordonné est +10:00.

## Histoire
La commune urbaine a été fondée en 1891.